# Axel Wesslau
Axel Wesslau, född 14 september 1852 i Sköllersta, död 22 april 1921 på Höstsol, var en svensk skådespelare.

## Biografi
Wesslau var engagerad hos Algot Sandberg 1881–1882, hos Carl Otto Lindmark 1882–1883, hos Carl Johan Fröberg 1884–1885, hos Lars Erik Elfforss 1885–1887, åter hos Fröberg 1887–1896 och vid Eldorado i Kristiania från 1896. Bland de roller han gjort kan nämnas Fritz i Livet på landet, Passepartout i Jorden runt på 80 dagar, Herman i Barnhusbarnen, Menelaus i Den sköna Helena, Pietro i Boccaccio, Célestin i Lilla helgonet, Anatole i Niniche, Koko i Mikadon, Konjänder i Hittebarnet och Jan Värmlänningarna.
Utöver teatern gjorde Wesslau även två filmroller. 1913 spelade han huskaplanen Jahto i Victor Sjöströms Miraklet. Han ska även ha gjort en roll i Gustaf Molanders Bodakungen (1920), men denna roll har inte blivit identifierad.
Han var ogift.

## Filmografi
- 1913 – Miraklet (Jatho, huskaplan)
- 1920 – Bodakungen (ej identifierad roll)

## Teater

### Roller (ej komplett)
| År   | Roll                                        | Produktion                                                      | Regi            | Teater                     |
| ---- | ------------------------------------------- | --------------------------------------------------------------- | --------------- | -------------------------- |
| 1899 | Cornebois, apotekare                        | Rocamboles arvingar Charles Varin                               |                 | Södra Teatern              |
| 1899 | Cirkusdirektören                            | Den stora sträjken, revy                                        |                 | Södra Teatern              |
| 1901 | Greve Archibald de Chateaurien              | Bellevilles mö Carl Millöcker, Richard Genée och Friedrich Zell | Axel Bosin      | Södra Teatern              |
| 1903 | Didrik                                      | Ljungby horn Edgar Collin, Vilhelm Östergaard och Alfred Ipsen  |                 | Östermalmsteatern          |
| 1903 |                                             | Sten Stures löfte Frans Hedberg                                 |                 | Östermalmsteatern          |
| 1904 |                                             | Venus från saluhall'n Axel Bosin och Ernst Wallmark             |                 | Östermalmsteatern          |
| 1904 |                                             | Djurtämjerskan Pierre Decourcelle och René Maizeroy             |                 | Östermalmsteatern          |
| 1910 | Tillfällig utkörare på en bättre restaurant | I enskildt rum Emil Norlander                                   | Oskar Textorius | Textorius-Adami-tournéen   |
| 1910 | Bouneer, f.d. militär                       | Cox och Box Arthur Sullivan och Francis Cowley Burnand          | Oskar Textorius | Textorius-Adami-tournéen   |
| 1916 | Victor                                      | Krigsäran Maurice Hennequin                                     | Knut Nyblom     | Vasateatern                |
| 1916 | von Wedell                                  | Gamla Heidelberg (Alt-Heidelberg) Wilhelm Meyer-Förster         |                 | Svenska teatern, Stockholm |

## Bilder

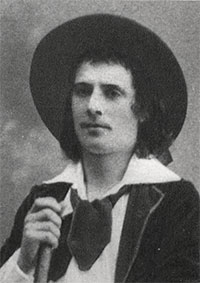
Axel Wesslau i rollen som Grenicheux i operetten Cornevilles klockor.
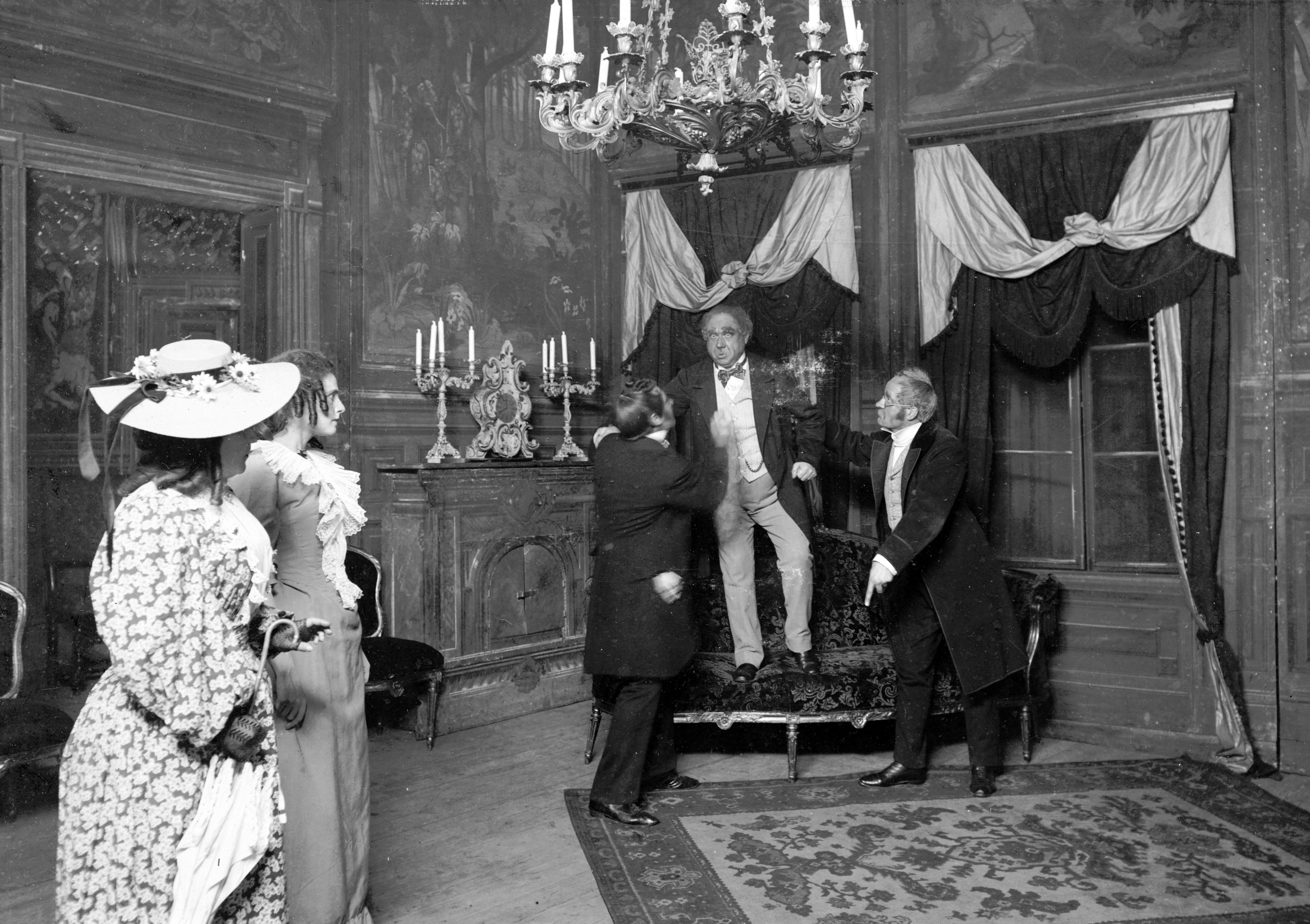
Mia Hagman som Fru Cornebois, Gerda Stiegler som Juliette, Axel Wesslau som Cornebois, Gustaf Bergström som Ducorbeau och Gunnar Lundberg som Crétinot i Rocamboles arvingar, Södra Teatern 1899.